# Homi Pavri
Homi Pavri (* 1922; † unbekannt) war ein indischer Radrennfahrer.

## Sportliche Laufbahn
Pavri (auch Povri) nahm an den Olympischen Sommerspielen 1948 in London teil. Das olympische Straßenrennen beendete er nicht. Die indische Mannschaft mit Eruch Mistry, Homi Pavri, Raj Kumar Mehra und Bapoo Malcolm kam nicht in die Mannschaftswertung.